# Districte de Chitipa
El districte de Chitipa és un dels districtes de Malawi, concretament el que està situat més al nord de la regió nord del país. La capital és Chitipa (abans coneguda com Fort Hill). El districte té una superfície de 4.288 km2, i té una població de 234.927 habitants. Chitipa limita amb els districtes de Karonga i Rumphi, així com amb els països veïns Tanzània i Zàmbia. El districte es divideix en cinc àrees principals conegudes com a Misuku a l'est, Kameme al nord, Bulambia just al centre, mentre que les zones de Wenya i Nthalire es troben al sud.

## Departaments de govern i administracions
Hi ha cinc circumscripcions de l'Assemblea Nacional a Chitipa:
- Chitipa - Central
- Chitipa - Est
- Chitipa - Nord
- Chitipa - Sud
- Chitipa - Wenya

Des de les eleccions de 2009, totes aquestes circumscripcions han estat ocupades per membres del Partit Progressista Democràtic.
El consell de districte té dos braços de govern: el braç polític i el braç administratiu. El braç polític està encapçalat per un president electe del consell, càrrec que ocupa Isaac Mwepa des de l'any 2014. El braç administratiu està encapçalat per un comissari de districte. El Districte també té deu regidors electes:
- Isaac Mwepa (que també és el president del consell)
- Newton Sibale
- James Ng'ambi
- Maxwell Kayira
- Christopher Munyenyembe
- Chitatata Chunda
- Ginilon Mulungu
- Davie Silwimba
- Osman Kanyika
- Ambokire Chiona

## Demografia

### Grups ètnics
En el moment del cens de Malawi de 2018, la distribució de la població del districte de Chitipa segons el grup ètnic era la següent:
- 30,4% Lambya
- 24,5% Tumbuka
- 15,4% Sukwa
- 1,1% Chewa
- 0,5% Nkhonde
- 0,3% Ngoni
- 0,1% Tonga
- 0,1% Lomwe
- 0,1% Yao
- 0,1% nianja
- 0,0% Mang'anja
- 0,0% Sena
- 27,5% Altres

### Idiomes
En el districte s'hi parlen diverses llengües o dialectes. Segons una enquesta lingüística realitzada l'any 2006 per la Universitat de Malawi, les principals llengües que es parlen són les següents (també es troba l'ortografia Ci-):
- Chindali / Chisukwa / Chilambya
- Chinamwanga / Chimambwe / Chiwandya
- Chinyiha / Chinyika
- Chibemba
- Chitumbuka

Els tres primers grups són força propers, i tots estan classificats com a pertanyents a la zona M a la classificació Guthrie de llengües bantúes (específicament al grup de llengües Rukwa ). Chibemba també es classifica a la zona M, però en un grup diferent, mentre que Chitumbuka és una mica més llunyà i es classifica com a pertanyent a la zona N.
La llengua Nyiha (Chinyiha o Cinyiha) es parla a l'extrem nord-oest del districte, però també, en una forma anomenada Chinyika (que es descriu com un dialecte de Chinyiha molt influenciat pel Chitumbuka) més al sud al voltant del poble de Chisenga. Entre aquests dos, al voltant de la mateixa ciutat de Chitipa, la llengua Lambya és dominant, encara que també hi ha bosses de parlants de Chinamwanga, Mambwe i Bemba. A l'est de Chitipa, al sud de la frontera amb Tanzània, hi viuen parlants de Chisukwa i Chindali. Al sud del districte, el tumbuka és la llengua principal. També hi ha uns quants parlants de Kyangonde al llarg de la frontera amb el districte de Karonga.